# Instituto Valencia de Don Juan
El Instituto Valencia de Don Juan (Palacio de D. Guillermo de Osma), de Madrid (España) fue creado en 1916 por el diplomático y arqueólogo Guillermo de Osma y Scull y por su esposa Adelaida Crooke y Guzmán (XIII condesa de Valencia de Don Juan), para reunir las colecciones de artes decorativas reunidas por Osma y las heredadas de los condes de Oñate y de Valencia de Don Juan.

## Museo
Está considerado uno de los más importantes museos españoles dedicados a las artes suntuarias. Destacan las colecciones de tejidos, cerámicas y lozas.
Tesoro arqueológico y artístico se considera su Biblioteca, cuyo fondo documental, digitalizado en su totalidad, lo constituyen 40 000 documentos, cubriendo un periodo que va desde los Reyes Católicos hasta el siglo XIX.

### Fondos
La biblioteca del Instituto contiene 710 documentos medievales en pergamino fechados entre los años 875 y el 1500, y 247 manuscritos encuadernados, con joyas bibliográficas como un Libro de Horas de Mencía de Mendoza, obra de talleres flamencos del siglo XVI. También se conservó en esta colección el famoso Códice del Toisón de Oro, vendido en fecha reciente a Patrimonio Nacional. Especial fondo de consulta son los referidos documentos referentes a los Reyes Católicos y el reinado de Felipe II, en su día al cuidado de los dos  secretarios de este monarca, Mateo Vázquez y Antonio Pérez. Esta documentación del reinado del segundo representante español de la Casa de Austria fue adquirida por Guillermo de Osma al archivo del Palacio de Altamira en la capital madrileña. Al parecer su adquisición fue provocada para evitar que los lotes que quedaban salieran de España —dos cuartas partes habían sido compradas ya por las bibliotecas de Ginebra y la del Museo Británico. Aún existe un cuarto lote en la biblioteca Zabálburu de Madrid.
Entre 1925 y 1950, fue su director Manuel Gómez-Moreno.

## Edificio

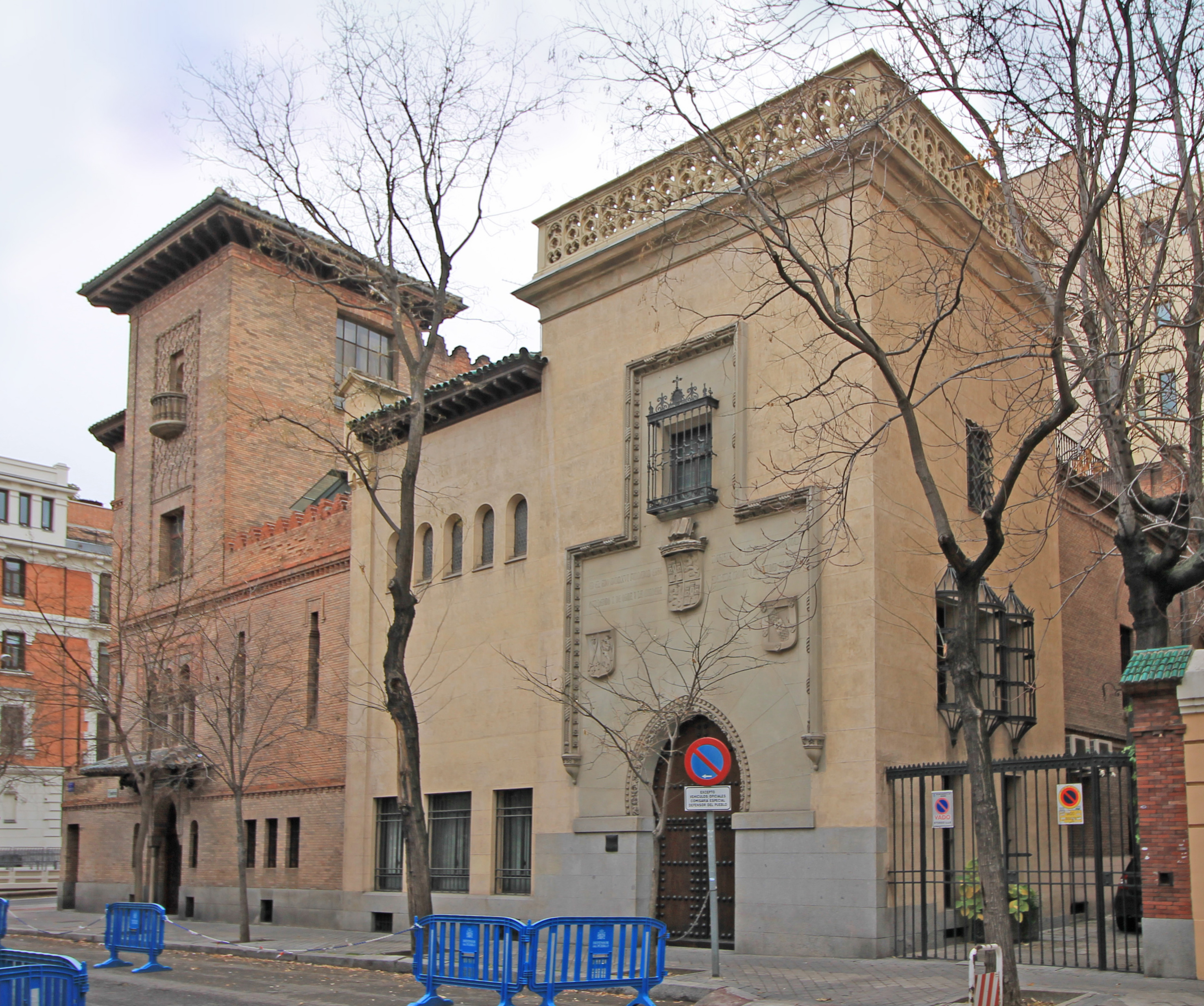
Fachada neogótica (calle Fortuny), añadida por Vicente García Cabrera en 1917.

El instituto está en el Palacete de Osma (edificio protegido desde el año 1981, cuando fue declarado Bien de Interés Cultural) situado en la calle de Fortuny. Es obra del arquitecto Enrique Fort de 1893, de estilo neomudéjar y con azulejos de Daniel Zuloaga en el exterior.
En 1912 el inmueble fue reformado por Luis Mosteiro (1912-1916). Cuatro años más tarde los propietarios deciden transformarlo en fundación y museo, para lo cual Vicente García Cabrera construye sobre el jardín un pabellón de características neomudéjares con portada neogótica a la calle Fortuny (1917). En 1946 Modesto López Otero añade el ala oeste que hace fachada con la calle Eduardo Dato, y finalmente la Comunidad de Madrid ejecuta una restauración a cargo de José Luis González García (1988-1989).